# 比良维斯蒂亚
比良维斯蒂亚，是西班牙卡斯蒂利亚-莱昂布尔戈斯省的一个市镇。总面积13平方公里，总人口67人（2001年），人口密度5人/平方公里。